# مايكل تايلور
مايكل تايلور (بالإنجليزية: Michael Taylor)‏ هو عالم اجتماع واقتصادي أمريكي، ولد في 22 سبتمبر 1942.